# María Herazo
María Fernanda Herazo González (Barranquilla, 22 de marzo de 1997) es una tenista colombiana. Inició su carrera deportiva a los 12 años.   
Es la tenista más destacada del país a nivel de representación en eventos del Ciclo Olímpico donde ha ganado un total de 10 medallas de las cuales 7 son de oro, 2 de plata y 1 de bronce.   
Es la colombiana activa con más títulos profesionales (35), y segunda a nivel histórico para el tenis colombiano, superando a figuras como Fabiola Zuluaga.  
Pertenece al Equipo de Billie Jean King Cup donde logró el ascenso a los Plays-Offs y ha jugado como #1 en sencillos y dobles.   
Seha coronado campeona en múltiples torneos profesionales en el circuito ITF (12 en sencillos y 23 en dobles) y ha alcanzado semifinales de torneos WTA.  
A nivel WTA se destacan sus participaciones en el WTA 1000 de Guadalajara, WTA 500 de San Diego, WTA 250 de Bogotá, WTA 125 de Barranquilla, WTA 125 de Cali, WTA 125 de Colina-Chile, WTA 125 San Luis Potosí.  

## Trayectoria
María Fernanda Herazo González ha ganado doce títulos individuales y veintidós dobles en el Circuito femenino de la Federación Internacional de Tenis ITF.   
Se posicionó en el puesto 39 del mundo en el circuito junior donde jugó Roland Garros, US Open y Wimbledon. Adicionalmente representó a Colombia en los Juegos Olímpicos de la Juventud realizados en Nanjing, China en 2014.  
El 24 de septiembre de 2018, alcanzó su mejor ranking de singles del número 317 del mundo. El 6 de marzo de 2023, alcanzó el número 211 en el ranking de dobles de la WTA.
Jugando para Colombia en la Fed Cup, Herazo tiene un registro de victorias y derrotas de 5–9.
Representa a Colombia en competiciones por equipos. Es medallista de oro en eventos del Ciclo Olímpico: Juegos Bolivarianos, Juegos Centroamericanos y del Caribe, y Juegos Suramericanos a nivel individual y en dobles.

## Finales del Circuito ITF

### Individuales: 20 (12 títulos, 8 subcampeonatos)
| Premios                |
| ---------------------- |
| torneos de USD 100,000 |
| torneos de USD 80,000  |
| torneos de USD 60,000  |
| torneos de USD 25,000  |
| torneos de USD 15,000  |
| torneos de USD 10,000  |

| Finales por superficie |
| ---------------------- |
| Dura (2–0)             |
| Arcilla (10–4)         |
| Hierba (0–0)           |
| Carpeta (0–0)          |

| Resultado | V–P  | Fecha              | Torneo                               | Nivel  | Superficie | Adversario            | Puntaje             |
| --------- | ---- | ------------------ | ------------------------------------ | ------ | ---------- | --------------------- | ------------------- |
| Victoria  | 1-0  | diciembre de 2013  | ITF Barranquilla, Colombia           | 10,000 | Arcilla    | Andrea Koch Benvenuto | 6–4, 6–2            |
| Victoria  | 2-0  | mayo de 2016       | ITF Antalya, Turquía                 | 10,000 | Dura       | Marie-Alexandre Leduc | 6–3, 4–6, 2–1 ret.  |
| Victoria  | 3-0  | octubre de 2016    | ITF Pereira, Colombia                | 10,000 | Arcilla    | Emiliana Arango       | 6–3, 6–2            |
| Pérdida   | 3-1  | octubre de 2016    | ITF Cúcuta, Colombia                 | 10,000 | Arcilla    | Fernanda Brito        | 6–4, 4–6, 1–6       |
| Pérdida   | 3-2  | abril de 2017      | ITF El Cairo, Egipto                 | 15,000 | Arcilla    | Hélène Scholsen       | 6–4, 2–6, 2–6       |
| Victoria  | 4-2  | septiembre de 2017 | ITF Hammamet, Túnez                  | 15,000 | Arcilla    | Irina Fetecău         | 1–6, 7–5, 6–2       |
| Victoria  | 5-2  | noviembre de 2017  | ITF Pereira, Colombia                | 15,000 | Arcilla    | Emily Appleton        | 7–5, 7–5            |
| Victoria  | 6-2  | noviembre de 2017  | ITF Cúcuta, Colombia                 | 15,000 | Arcilla    | Anastasia Nefedova    | 6–2, 6–2            |
| Victoria  | 7-2  | diciembre de 2017  | ITF Manta, Ecuador                   | 15,000 | Arcilla    | Andrea Weedon         | 6–3, 6–0            |
| Victoria  | 8-2  | mayo de 2018       | ITF Antalya, Turquía                 | 15,000 | Arcilla    | Haruna Arakawa        | 6–4, 6–1            |
| Pérdida   | 8-3  | junio de 2021      | ITF Antalya, Turquía                 | 15,000 | Arcilla    | Rosa Vicens Mas       | 1–6, 2–6            |
| Victoria  | 9-3  | noviembre de 2021  | ITF Cundinamarca, Colombia           | 15,000 | Arcilla    | Hurricane Black       | 7-6(5), 3–6, 7–6(4) |
| Victoria  | 10-3 | diciembre de 2021  | ITF Santo Domingo 4, Rep. Dominicana | 15,000 | Dura       | Chanelle Van Nguyen   | 6–4, 6–4            |
| Pérdida   | 10-4 | septiembre de 2022 | ITF Guayaquil 2, Ecuador             | 15,000 | Arcilla    | Sofia Sewing          | 6–4, 3–6, 2-6       |
| Victoria  | 11-4 | septiembre de 2022 | ITF Guayaquil 3, Ecuador             | 15,000 | Arcilla    | Sofia Sewing          | 6–4, 6-3            |
| Victoria  | 12-4 | octubre de 2022    | ITF Bogotá 4, Colombia               | 15,000 | Arcilla    | Gabriela Cé           | 6-3, 6-3            |

### Dobles: 44 (22 títulos, 22 subcampeonatos)
| Premios                |
| ---------------------- |
| torneos de USD 100,000 |
| torneos de USD 80,000  |
| torneos de USD 60,000  |
| torneos de USD 25,000  |
| torneos de USD 15,000  |
| torneos de USD 10,000  |

| Finales por superficie |
| ---------------------- |
| Dura (0–3)             |
| Arcilla (13–14)        |
| Hierba (0–0)           |
| Carpeta (0–1)          |

| Resultado | N.º   | Fecha              | Torneo                                    | Nivel  | Superficie | Compañero           | Adversarios                               | Puntaje            |
| --------- | ----- | ------------------ | ----------------------------------------- | ------ | ---------- | ------------------- | ----------------------------------------- | ------------------ |
| Victoria  | 1–0   | junio de 2013      | ITF Breda, Países Bajos                   | 10,000 | Arcilla    | María Paulina Pérez | Elke Lemmens Sviatlana Pirazhenka         | 1–6, 7–6, [12–10]  |
| Pérdida   | 1–1   | noviembre de 2013  | ITF Lima, Perú                            | 10,000 | Arcilla    | Daniela Farfán      | Ana Sofía Sánchez Francesca Segarelli     | 6–0, 4–6, [8–10]   |
| Pérdida   | 1–2   | noviembre de 2013  | ITF Bogotá, Colombia                      | 10,000 | Arcilla    | Naomi Totka         | Andrea Koch Benvenuto Daniella Roldan     | 1–6, 4–6           |
| Victoria  | 2–2   | octubre de 2014    | ITF Pereira, Colombia                     | 10,000 | Arcilla    | Anna Brogan         | Mariaryeni Gutiérrez Alexandra Valenstein | 6–3, 6–2           |
| Victoria  | 3–2   | noviembre de 2014  | ITF Bogotá, Colombia                      | 10,000 | Arcilla    | Anna Brogan         | Victoria Bosio Daniella Roldan            | 5–7, 6–4, [10–7]   |
| Pérdida   | 3–3   | noviembre de 2015  | ITF Pereira, Colombia                     | 10,000 | Arcilla    | Daniella Roldan     | Jaqueline Cristian Laura Pigossi          | 5–7, 3–6           |
| Pérdida   | 3–4   | marzo de 2016      | ITF São José do Rio Preto, Brasil         | 10,000 | Arcilla    | Noelia Zeballos     | Carolina Alves Camila Giangreco Campiz    | 3–6, 4–6           |
| Pérdida   | 3–5   | mayo de 2016       | ITF Antalya, Turquía                      | 10,000 | Dura       | Yuliana Lizarazo    | Sarah Lee Ashley Mackey                   | 2–6, 6–3, [8–10]   |
| Victoria  | 4–5   | julio de 2016      | ITF Schio, Italia                         | 10,000 | Arcilla    | Bárbara Gatica      | Alice Balducci Deborah Chiesa             | 7–5, 1–6, [10–5]   |
| Pérdida   | 4–6   | agosto de 2016     | ITF Medellín, Colombia                    | 10,000 | Arcilla    | Carla Lucero        | Fernanda Brito Camila Giangreco Campiz    | 4–6, 2–6           |
| Victoria  | 5–6   | enero de 2017      | ITF Antalya, Turquía                      | 15,000 | Arcilla    | Kateryna Sliusar    | Olesya Pervushina Aleksandra Pospelova    | 7–5, 1–6, [10–5]   |
| Victoria  | 6–6   | mayo de 2017       | ITF El Cairo, Egipto                      | 15,000 | Arcilla    | Magali Kempen       | Sowjanya Bavisetti Rishika Sunkara        | 6–1, 6–2           |
| Pérdida   | 6–7   | junio de 2017      | ITF Figueira da Foz, Portugal             | 25,000 | Dura       | Victoria Rodríguez  | Ayla Aksu Raluca Șerban                   | 4–6, 1–6           |
| Pérdida   | 6–8   | septiembre de 2017 | ITF Hammamet, Túnez                       | 15,000 | Arcilla    | Victoria Bosio      | Inès Ibbou Isabella Tcherkes Zade         | 1–6, 4–6           |
| Victoria  | 7–8   | septiembre de 2017 | ITF Hammamet, Túnez                       | 15,000 | Arcilla    | Victoria Bosio      | Lara Salden Chelsea Vanhoutte             | 6–4, 6–3           |
| Victoria  | 8–8   | noviembre de 2017  | ITF Pereira, Colombia                     | 15,000 | Arcilla    | Emily Appleton      | Kerrie Cartwright Kariann Pierre-Louis    | 7–5, 2–6, [10–7]   |
| Pérdida   | 8–9   | diciembre de 2017  | ITF Manta, Ecuador                        | 15,000 | Arcilla    | Emily Appleton      | María José Portillo Ramírez Sofia Sewing  | 1–6, 3–6           |
| Pérdida   | 8–10  | junio de 2018      | ITF Périgueux, Francia                    | 25,000 | Arcilla    | Cristina Bucșa      | Eleni Kordolaimi Elixane Lechemia         | 4–6, 6–3, [9–11]   |
| Victoria  | 9–10  | septiembre de 2018 | L'Open de Saint-Malo, Francia             | 60,000 | Arcilla    | Cristina Bucșa      | Alexandra Cadanțu Diāna Marcinkēviča      | 4–6, 6–1, [10–8]   |
| Pérdida   | 9–11  | mayo de 2019       | ITF Óbidos, Portugal                      | 25,000 | Carpeta    | Martina Colmegna    | Sofia Shapatava Emily Webley-Smith        | 3–6, 0–6           |
| Pérdida   | 9–12  | junio de 2019      | ITF Périgueux, Francia                    | 25,000 | Arcilla    | Diāna Marcinkēviča  | Bárbara Gatica Rebeca Pereira             | 4–6, 2–6           |
| Pérdida   | 9–13  | septiembre de 2019 | ITF Tabarka, Túnez                        | 15,000 | Arcilla    | Martina Colmegna    | Natalia Siedliska Noelia Zeballos         | 5–7, 1–6           |
| Victoria  | 10–13 | septiembre de 2019 | ITF Tabarka, Túnez                        | 15,000 | Arcilla    | Martina Colmegna    | Anna Pribylova Julia Stamatova            | 6–3, 6–1           |
| Pérdida   | 10–14 | marzo de 2020      | ITF Antalya, Turquía                      | 15,000 | Arcilla    | Yuliana Lizarazo    | Gozal Ainitdinova Zoziya Kardava          | 7–6, 6–7, [10–12]  |
| Victoria  | 11–14 | febrero de 2021    | ITF Antalya, Turquía                      | 15,000 | Arcilla    | Yuliana Lizarazo    | Petia Arshinkova Gergana Topalova         | 6–2, 6–1           |
| Pérdida   | 11–15 | febrero de 2021    | ITF Antalya, Turquía                      | 15,000 | Arcilla    | Yuliana Lizarazo    | Cristina Dinu Chantal Škamlová            | 1–6, 3–6           |
| Victoria  | 12–15 | septiembre de 2021 | Open Medellín, Colombia                   | 25,000 | Arcilla    | Laura Pigossi       | Rasheeda McAdoo Victoria Rodríguez        | 6–2, 7–5           |
| Victoria  | 13–15 | octubre de 2021    | ITF Guayaquil, Ecuador                    | 25,000 | Arcilla    | María Paulina Pérez | Dea Herdželaš Victoria Rodríguez          | 6–3, 4–6, [10–7]   |
| Pérdida   | 13–16 | noviembre de 2021  | ITF Santo Domingo 3, Rep. Dominicana      | 15,000 | Dura       | María Paulina Pérez | Dasha Ivanova Chanelle Van Nguyen         | 4–6, 3–6           |
| Victoria  | 14–16 | diciembre de 2021  | ITF Santo Domingo 4, Rep. Dominicana      | 15,000 | Dura       | María Paulina Pérez | Paris Corley Ingrid Vojcinakova           | 7-6(4), 3-6, 12-10 |
| Pérdida   | 14–17 | marzo de 2022      | ITF Salinas, Ecuador                      | 25,000 | Arcilla    | María Paulina Pérez | Bárbara Gatica Rebeca Pereira             | 4–6, 0–6           |
| Pérdida   | 14–18 | septiembre de 2022 | ITF Guayaquil 2, Ecuador                  | 15,000 | Arcilla    | Romina Ccuno        | María Paulina Pérez Sofia Sewing          | 4–6, 6–1, 2-10     |
| Victoria  | 15–18 | octubre de 2022    | ITF Guayaquil 3, Ecuador                  | 15,000 | Arcilla    | Romina Ccuno        | María Paulina Pérez Sofia Sewing          | 6-2, 5-7, 11-9     |
| Pérdida   | 15–19 | octubre de 2022    | ITF Bogotá 4, Colombia                    | 25,000 | Arcilla    | Sofia Sewing        | María Paulina Pérez Yuliana Lizarazo      | 4-6, 5-7           |
| Victoria  | 16-19 | noviembre de 2022  | ITF Lima 2, Perú                          | 15,000 | Arcilla    | Romina Ccuno        | Leslie Espinoza Anastasia Lamachkine      | 6-1, 6-3           |
| Pérdida   | 16-20 | enero de 2023      | ITF Buenos Aires 2, Argentina             | 25,000 | Arcilla    | Romina Ccuno        | Amina Anshba Valeriya Strakhova           | 1-6, 2-6           |
| Victoria  | 17-20 | febrero de 2023    | ITF Tucumán 1, Argentina                  | 25,000 | Arcilla    | Lexie Stevens       | Seone Mendez Daniela Vismane              | 2-6, 6-3, 10-8     |
| Pérdida   | 17-21 | mayo de 2023       | ITF Saint Gaudens, Francia                | 60,000 | Carpet     | Adriana Reami       | Sofya Lansere Anna Siskova                | 0-6, 6-3, 6-10     |
| Victoria  | 18-22 | junio de 2023      | ITF Santo Domingo 1, República Dominicana | 25,000 | Arcilla    | Ksenia Laskutova    | Ana Sofía Sánchez Yuliia Starodubtseva    | 2-6, 6-4, 11-9     |